# Aulus Claudius Charax
Aulus Claudius Charax war ein im 2. Jahrhundert n. Chr. lebender Angehöriger des römischen Senatorenstandes. Durch eine Inschrift in griechischer Sprache, die in Pergamon gefunden wurde, ist seine Laufbahn bekannt, die als cursus inversus, d. h. in absteigender Reihenfolge wiedergegeben ist.
Das erste in der Inschrift aufgeführte Amt ist das eines Quaestors in der Provinz Sicilia. Nach Rom zurückgekehrt, wurde er auf Antrag von Antoninus Pius (138–161) unter die aedilicii aufgenommen; er ließ dem Kaiser aus diesem Anlass in Pergamon eine Statue mit Inschrift errichten. Im Anschluss wurde er Praetor. Danach übte er folgende Ämter aus (in dieser Reihenfolge): curator der Via Latina, Kommandeur (Legatus legionis) der Legio II Augusta, die ihr Hauptlager in Isca Silurum in der Provinz Britannia hatte und zuletzt Statthalter (Legatus Augusti pro praetore) von Cilicia, Lycaonia und Isauria.
Das letzte in der Inschrift aufgeführte Amt ist das des Konsuls. Durch die Fasti Ostienses, auf denen sein Name partiell erhalten ist, ist belegt, dass Charax 147 zusammen mit Quintus Fuficius Cornutus Suffektkonsul war; die beiden traten ihr Amt am 1. April des Jahres an.
Charax entstammte einer reichen Familie aus Pergamon. Durch eine Inschrift ist belegt, dass er das Propylon des Asklepieion in seiner Heimatstadt errichten ließ. In Pergamon wurden auch Dachziegel mit seinem Namensstempel gefunden. Sein Name erscheint in Sparta auf einer Liste eponymer Patronomen. Von der Stadt Patrai wurde er mit einer Inschrift geehrt. In den Selbstbetrachtungen des Mark Aurel wird er an einer Stelle erwähnt; daraus ergibt sich, dass er schon einige Zeit vor 180 gestorben ist. Er verfasste ein Geschichtswerk in 40 Bänden, von dem aber nur Fragmente erhalten sind.
Durch eine Inschrift aus Pergamon ist belegt, dass ein Aulus Iulius Charax ein Nachfahre von ihm war.

## Datierung
Bernard Rémy datiert die Statthalterschaft in die Amtsjahre 144/145 bis 146/147; er geht davon aus, dass Charax noch als Statthalter Suffektkonsul in absentia wurde. Werner Eck datiert die Statthalterschaft ca. 144/146; er hält es für zweifelhaft, dass Charax noch als Statthalter Suffektkonsul wurde.